# Khakrez (distrikt)
Khakrez är ett distrikt i Afghanistan. Det ligger i provinsen Kandahar, i den centrala delen av landet, 400 kilometer sydväst om huvudstaden Kabul. Administrativ huvudort är Khakrez.
Distriktet beräknades år 2022 ha cirka 27 000 invånare.